# Lundens vattentorn

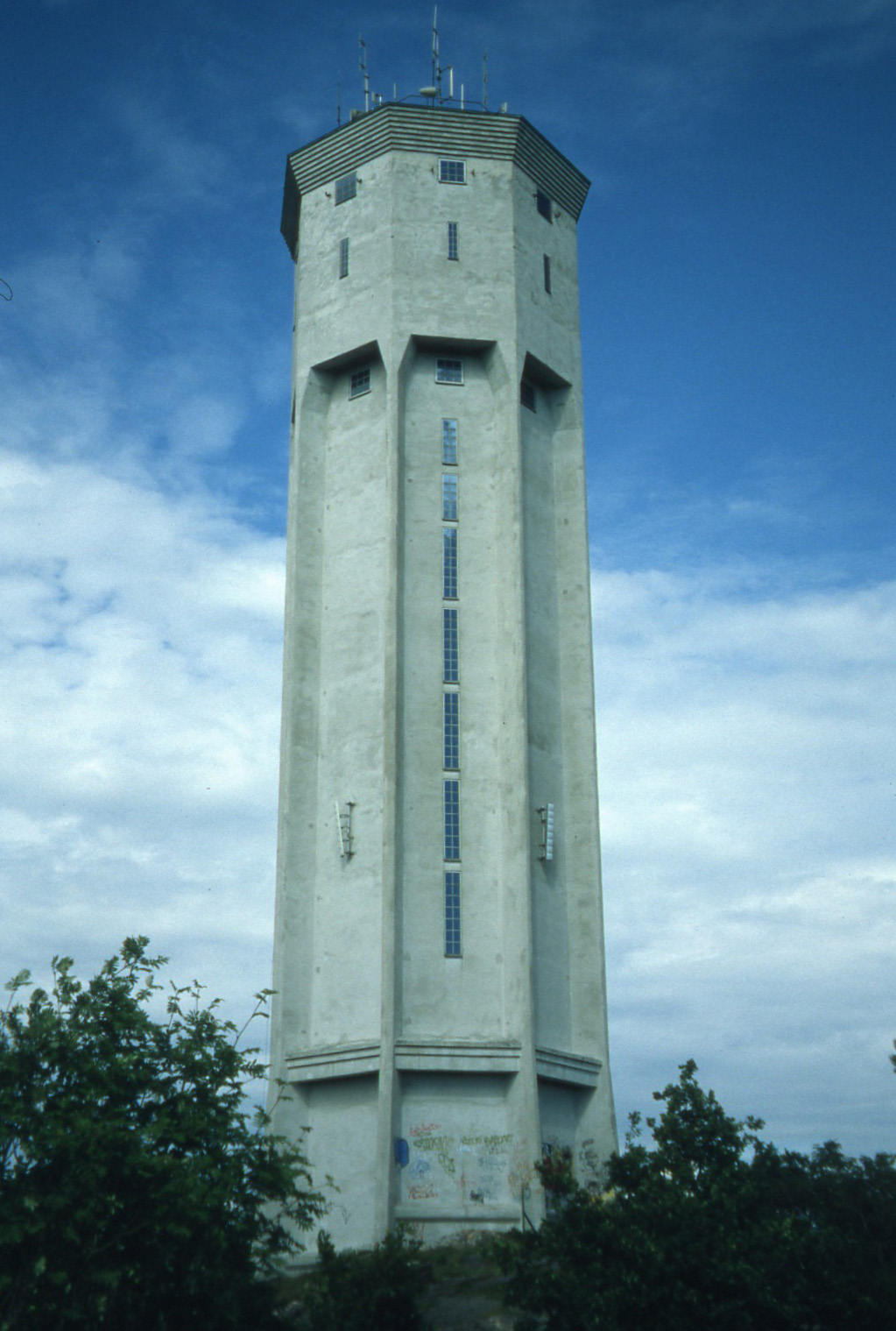

Lundens vattentorn är ett vattentorn vid Platågatan i Lunden, Göteborg
Vattentornet uppfördes 1930 enligt ritningar av arkitekten Eugen Thorburn som tidigare ritat Lundenskolan. Det tillkom när stadsdelen byggdes ut med en tätare och mer stadsmässig bebyggelse. Vatten pumpades hit upp från en nyanlagd pumpstation i Bagaregården. Tornet är en cirka 45 meter hög putsad byggnad med åtta sidor. Entrén markeras genom en inåt avfasad omfattning och tornet avslutas uppåt med en kraftig taklist. I nedre delen är hörnen utformade som väggpelare vilka ”bär” det övre partiet. Lundens vattentorn har en omsorgsfullt utformad exteriör och utgör ett viktigt landmärke i stadsbilden.